# Madison Hubbell
Madison L. Hubbell (Lansing, 24 febbraio 1991) è una danzatrice su ghiaccio statunitense che danza in coppia con Zachary Donohue, con cui è stata vicecampionessa mondiale nel 2018, oltre ad avere vinto un Campionato dei Quattro continenti nel 2014 e una finale del Grand Prix nella stagione 2018-19.

## Biografia
Hubbell ha debuttato a livello juniores in coppia con il fratello Keiffer. Insieme hanno disputato i campionati mondiali di categoria e vinto la Finale Grand Prix 2006-07; sono stati anche medaglia d'argento nella Finale Grand Prix 2008-09, arrivando dietro i connazionali Madison Chock e Greg Zuerlein.
I due Hubbell hanno iniziato a gareggiare da senior nella stagione 2009-10, vincendo la medaglia di bronzo ai Campionati dei Quattro continenti di Jeonju 2010. Nel 2011, a causa dei problemi fisici del fratello Keiffer, la coppia è costretta a separarsi. Madison si unisce quindi a Zachary Donohue, con il quale disputa i Mondiali di Nizza 2012 terminando decima.
Hubbell e Donohue vincono la medaglia d'oro ai Campionati dei Quattro continenti di Taipei 2014. Nel 2018 si laureano per la prima volta campioni nazionali statunitensi e prendono poi parte alle Olimpiadi di Pyeongchang 2018 dove, totalizzando 187.69 punti, giungono quarti dietro i connazionali Maia e Alex Shibutani (medaglia di bronzo con 192.59 punti). Ai Mondiali di Milano 2018, con 196.64 punti totali, si piazzano secondi dietro Gabriella Papadakis e Guillaume Cizeron (207.20 punti), superando la coppia formata da Kaitlyn Weaver e Andrew Poje relegata al terzo posto (192.35 punti).
Durante la stagione 2018-19 si aggiudicano la finale del Grand Prix, il loro secondo titolo statunitense e la medaglia di bronzo ai Mondiali di Saitama 2019.

## Palmarès
GP: Grand Prix; CS: Challenger Series; JGP: Junior Grand Prix

### Con Donohue
| Internazionali | Internazionali | Internazionali | Internazionali | Internazionali | Internazionali | Internazionali | Internazionali | Internazionali | Internazionali | Internazionali | Internazionali |
| Evento | 2011–12        | 2012–13        | 2013–14        | 2014–15        | 2015–16        | 2016–17        | 2017–18        | 2018–19        | 2019–20        | 2020–21        | 2021–22        |
| --- | -------------- | -------------- | -------------- | -------------- | -------------- | -------------- | -------------- | -------------- | -------------- | -------------- | -------------- |
| Giochi olimpici invernali |                |                |                |                |                |                | 4°             |                |                |                | 3°             |
| Campionati mondiali | 10°            |                |                | 10°            | 6°             | 9°             | 2°             | 3°             | C              | 2°             | 2°             |
| Quattro continenti | 5°             |                | 1°             |                | 4°             | 4°             |                | 4°             | 3°             | C              |                |
| GP Final |                |                |                |                | 6°             | 5°             | 4°             | 1°             | 3°             |                | C              |
| GP Cup of China |                |                |                |                |                |                |                |                |                |                | C              |
| GP Trophée Eric Bompard |                | 4°             |                | 3°             | 1°             | 2°             |                |                |                |                |                |
| GP d'Italia |                |                |                |                |                |                |                |                |                |                | 2°             |
| GP NHK Trophy |                |                |                |                | 3°             |                | 2°             |                |                |                |                |
| GP Skate America | 6°             |                | 4°             |                |                | 2°             |                | 1°             | 1°             | 1°             | 1°             |
| GP Skate Canada |                | 5°             | 3°             | 3°             |                |                | 3°             | 1°             | 2°             |                |                |
| CS U.S. Classic |                |                |                |                | 1°             | 1°             | 1°             | 1°             |                |                |                |
| CS Golden Spin |                |                |                | 1°             |                |                |                |                |                |                |                |
| CS Finlandia Trophy |                | 3°             |                | R              |                | 2°             |                |                |                |                |                |
| Nebelhorn Trophy | 1°             |                | 1°             |                |                |                |                |                |                |                |                |
| U.S. Classic |                |                |                |                |                |                |                |                |                |                | 1°             |
| Nazionali |                |                |                |                |                |                |                |                |                |                |                |
| Campionato statunitense | 3°             | 4°             | 4°             | 3°             | 3°             | 3°             | 1°             | 1°             | 2°             | 1°             | 2°             |
| Eventi a squadre |                |                |                |                |                |                |                |                |                |                |                |
| Giochi olimpici invernali |                |                |                |                |                |                |                |                |                |                | 1º S 1° P      |
| ISU World Team Trophy |                |                |                |                |                |                |                | 1° S 3° P      |                |                |                |
| R = Ritirati; C = Evento cancellato S = Risultato della squadra; P = Risultato personale. Medaglie assegnate solo per il risultato della squadra. |                |                |                |                |                |                |                |                |                |                |                |

### Con Hubbell
| Quattro continenti       |      |      |    | 3° |    |
| GP Trophée Eric Bompard  |      |      |    | 8° |    |
| GP Cup of China          |      |      |    |    | 6° |
| GP Skate Canada          |      |      |    | 6° |    |
| Finlandia Trophy         |      |      |    | 8° | 4° |
| Internazionali: Junior   |      |      |    |    |    |
| Campionati mondiali      | 6°   | 5°   | 4° |    |    |
| JGP Final                | 1°   |      | 2° |    |    |
| JGP Francia              | 2°   |      |    |    |    |
| JGP Messico              |      |      | 1° |    |    |
| JGP Paesi Bassi          | 1°   |      |    |    |    |
| JGP Sudafrica            |      |      | 1° |    |    |
| Nazionali                |      |      |    |    |    |
| Campionato statunitense  | 2° J | 1° J | 4° | 6° | 4° |
| R = Ritirati; J = Junior |      |      |    |    |    |